# Augusto Vera
Augusto Vera (* 4. Mai 1813 in Amelia, Provinz Terni; † 13. Juli 1885 in San Giorgio a Cremano, Provinz Neapel) war ein italienischer Philosoph.
Er trat hauptsächlich als Übersetzer und Interpret der Philosophie Georg Wilhelm Friedrich Hegels hervor. Durch die Übersetzung der drei Teile der Enzyklopädie der philosophischen Wissenschaften – Logik (1859), Naturphilosophie (1863–66), Philosophie des Geistes (1867–69) – und der Vorlesungen über die Philosophie der Religion (1876–78) trug er wesentlich zur Hegel-Rezeption in Frankreich und Italien bei.

## Werke
- Introduction à la philosophie de Hegel (1855)
- An inquiry into speculative and experimental science (1856)
- Le Hégélianisme et la philosophie (1861)
- Problema dell'assoluto, 4 Bände (1872–82)